# Religión en Chile
Aunque su relevancia ha declinado en los últimos años, el catolicismo es la creencia predominante y goza de cierta influencia en la sociedad. La Iglesia católica ha estado separada del Estado desde 1925, cuando el presidente Arturo Alessandri y el arzobispo Crescente Errázuriz acordaron separar la Iglesia del Estado chileno en la Constitución. De este modo, concluyó el reconocimiento del catolicismo como religión oficial del Estado, renunciando este al derecho de patronato que había heredado desde la Independencia —sin la aceptación de la Santa Sede— y consagrando una amplia libertad de culto.
El ecumenismo en Chile es de larga data. En noviembre de 1970, a solicitud del gobierno y con el apoyo del cardenal Silva Henríquez, se modificó el tradicional Te Deum del 18 de septiembre con el fin de transformarlo en una ceremonia de todas las iglesias cristianas a partir de 1971, además de contar con la participación de representantes judíos y musulmanes. 
Durante los primeros años de la dictadura militar liderada por Augusto Pinochet, las diferentes iglesias cristianas crearon el Comité Pro Paz que, bajo el alero de la Iglesia católica, se convirtió en la Vicaría de la Solidaridad en enero de 1976, ganándose el respeto por su defensa de los derechos humanos. En 1975 Pinochet se convirtió en el primer gobernante de Chile en participar de un Te Deum evangélico.
En 2007 fue creada la Oficina Nacional de Asuntos Religiosos (ONAR), un organismo público de representación ante las diferentes religiones reconocidas por el Estado chileno, siguiendo el principio constitucional de libertad religiosa e igualdad en el trato de los diferentes credos.

## Historia

### Religiones prehispánicas
Dentro del actual territorio chileno convergieron diversas religiones nativas americanas de cada uno de los pueblos indígenas, cada una con una cosmogonía y cosmovisión diferentes entre sí. Para la religión mapuche, los machis son las principales autoridades en materia espiritual, llamados por Ngenechén, el «Ser Supremo» de dicha religión, para servir a su comunidad y quienes además ejercían la medicina herbolaria. Para los aimaras, su religiosidad politeísta estaba profundamente conectada a los elementos de la naturaleza, donde se le rendía culto a los dioses o espíritus «guardianes» de las montañas — como Mallku y los achachilas —, a la Pachamama, quien representa la Madre Tierra y al Amaru, las aguas. Por su parte, los pueblos selknam eran monoteístas y creían en el dios Temáukel.Para el pueblo rapanui, en su religión tradicional creían en varios dioses y espíritus, siendo Make-Make el dios creador.

### Chile colonial

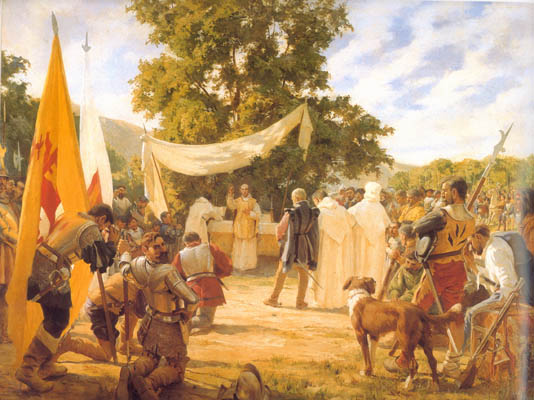
Primera misa de Chile, obra de Pedro Subercaseaux (1904)

Con la llegada de los conquistadores españoles al territorio chileno, comenzó al mismo tiempo el proceso de evangelización católica, al haber sido la única religión oficial del Imperio español. La primera misa celebrada en el país tuvo lugar el 11 de noviembre de 1520 en la bahía de las Sardinas (actual bahía Fortescue), en la Región de Magallanes y de la Antártica Chilena, dentro del periodo historiográfico denominado como Descubrimiento de Chile.
El primer templo cristiano construido en Chile fue la Iglesia de San Francisco de Chiu Chiu, en la comuna de Calama y cuya edificación data desde la década de 1540, durante la expedición de Pedro de Valdivia y por órdenes expresas del adelantado.

## Estadísticas
| Afiliación                                        | % de la Población |
| ------------------------------------------------- | ----------------- |
| Católico/a                                        | 56.1%             |
| Ninguno/a                                         | 29.3%             |
| Evangélico/a (no especificado)                    | 8.8%              |
| Ateo/a                                            | 1.3%              |
| No sabe                                           | 1.2%              |
| No responde                                       | 1.2%              |
| Mormón/a                                          | 0.5%              |
| Creyente sin afiliación formal a ninguna religión | 0.5%              |
| Testigos de Jehová                                | 0.5%              |
| Protestante                                       | 0.4%              |
| Adventista                                        | 0.3%              |
| Agnóstico/a                                       | 0.2%              |
| Otro/a                                            | 0.1%              |

| Afiliación           | % de la Población |
| -------------------- | ----------------- |
| Católico             | 41%               |
| Sin religión         | 29%               |
| Evangélico           | 13%               |
| Otros cristianos     | 5%                |
| Otras religiones     | 4%                |
| Prefieren no decirlo | 8%                |

## Catolicismo

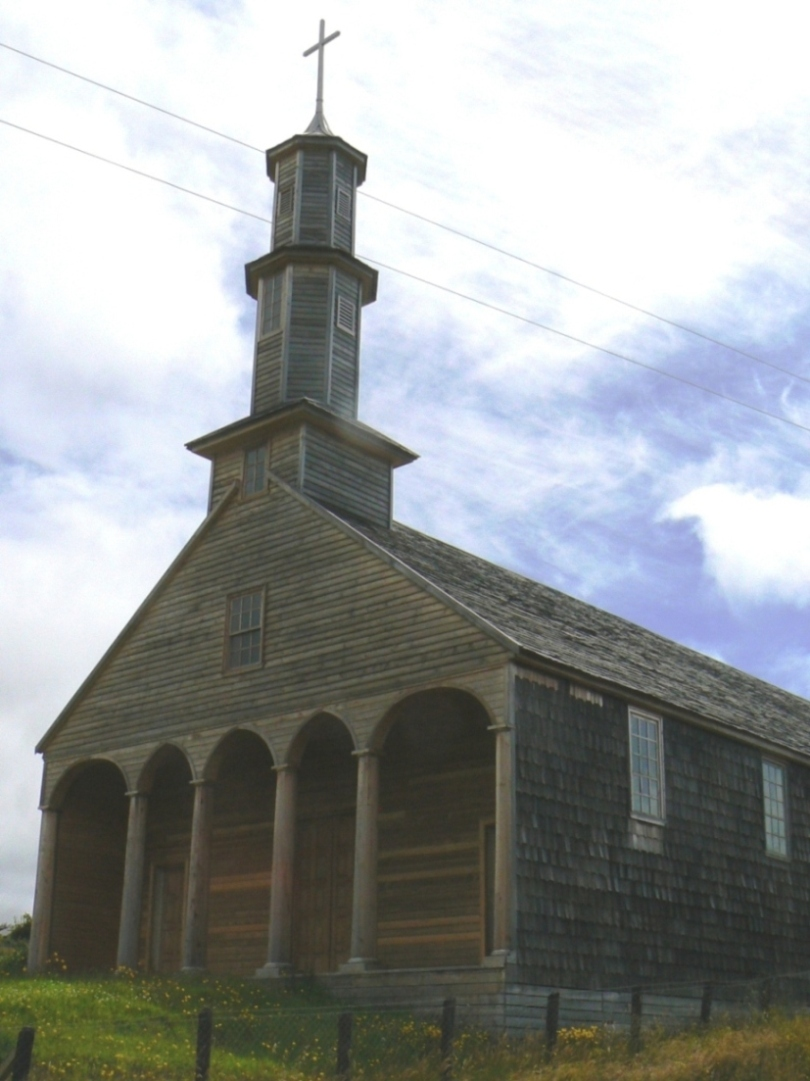
Las iglesias de Chiloé son patrimonio de la Humanidad.

La religión en Chile es parte significativa de la sociedad de dicho país y ha sido relevante en varios eventos a lo largo de su historia.
El sistema diocesano de la Iglesia católica en Chile se organiza en 29 jurisdicciones eclesiásticas, las que comprenden 5 arquidiócesis, 19 diócesis, 1 prelatura, 1 vicariato apostólico, 1 obispado castrense y 1 prelatura personal Opus Dei. Estas jurisdicciones generalmente coinciden con la división civil territorial del país. El obispado castrense y la prelatura del Opus Dei ejercen su jurisdicción en todo el territorio nacional. Cada una de estas jurisdicciones eclesiásticas está a cargo de un obispo o arzobispo. Estas jurisdicciones, a su vez, se reúnen en 5 provincias eclesiásticas, cada cual a cargo de su respectivo arzobispo. Todos los obispos desarrollan labores pastorales de manera colegiada en la Conferencia Episcopal de Chile, órgano que los reúne a todos y a cada uno de ellos. Según la Encuesta Nacional Bicentenario, para el año 2019, el 45% de la población chilena es católica.
En el censo de 2024, se contabilizó un total de 8 168 978 católicos, representando al 53,7% de la población del país.

## Protestantismo

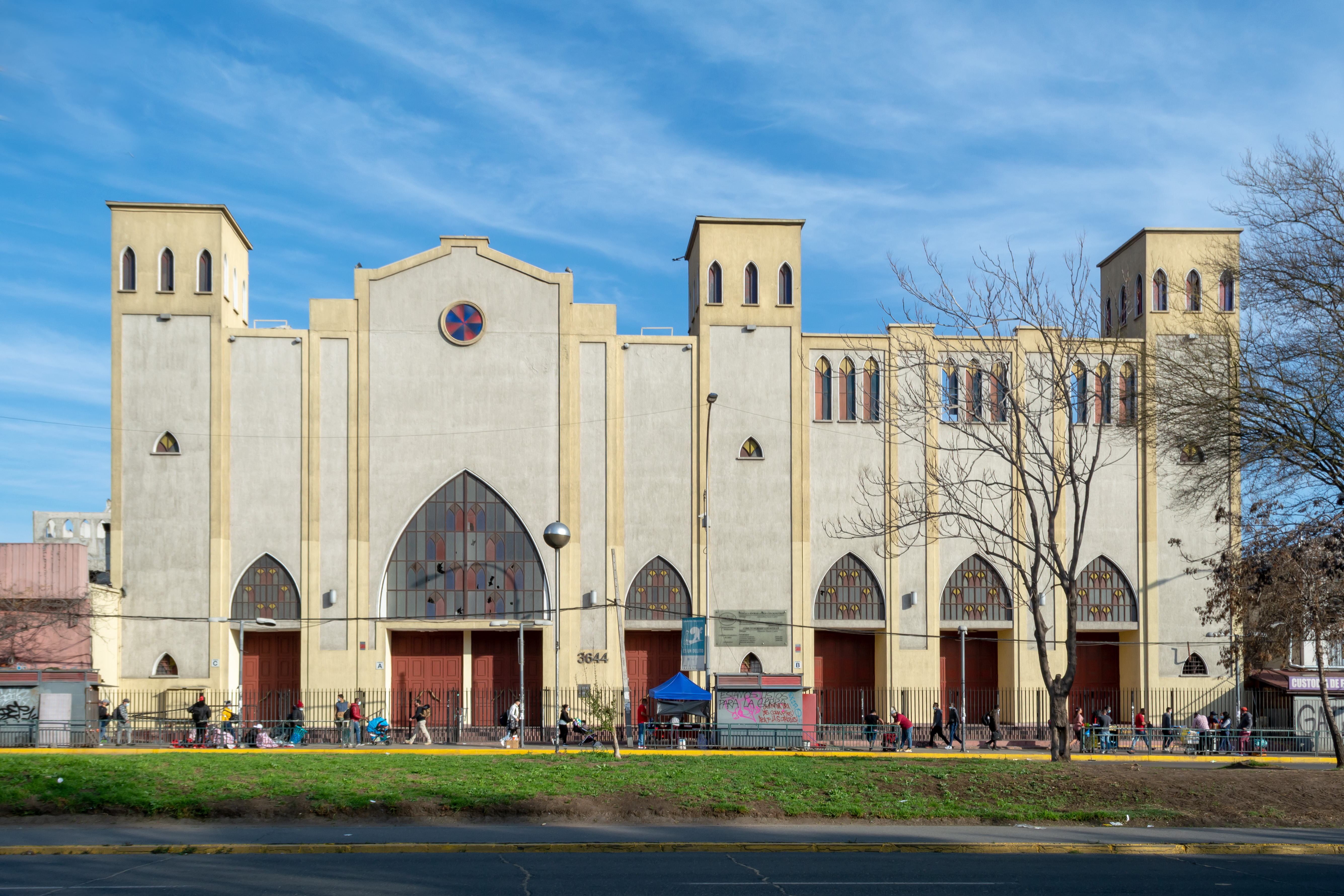
La Catedral evangélica de Chile fue declarada Monumento Histórico Nacional el año 2013.

Los evangélicos (protestantes) representan el 30% de la población chilena según la Encuesta Nacional Bicentenario lo que representaría a más de 5 millones de evangélicos protestantes en el país mayores de 14 años, aunque otras encuestas, como el Latinobarómetro (2017), los sitúan con 11%. El censo de 2024 contabilizó 2 466 607 evangélicos en el país, conformando el 16,2% de la población. Los protestantes arribaron en la primera mitad del siglo XIX, con el misionero estadounidense David Trumbull y con migrantes alemanes de regiones protestantes de Alemania, principalmente Luteranos. Luego llegaron los Anglicanos, Bautistas, Adventistas del Séptimo Día, Metodistas, Pentecostales, y otros cristianos protestantes. 
Los primeros misioneros Adventistas del Séptimo Día llegaron en 1895, hoy se estima que hay unos 125,000 adventistas en Chile.
La mayor congregación evangélica en el país es la Iglesia Metodista Pentecostal de Chile, la cual se fundó el 12 de septiembre de 1909 luego de un avivamiento espiritual dentro de la congregación de la Iglesia Metodista Episcopal. Luego en el año 1932 se divide ésta y nace la Iglesia Evangélica Pentecostal y luego en 1964 nace la Iglesia Unida Metodista Pentecostal.
De las iglesias tradicionales — o también llamadas históricas — la mayor es la unión bautista de Chile con 25 000 fieles y le sigue la Iglesia Anglicana en Chile con 20 000. Ellas se agrupan para tratar asuntos ecuménicos que les conciernen en el Concilio de Iglesias Protestantes Históricas de Chile (CIPHCh).
Las iglesias evangélicas cuentan con 2 edificios que son patrimonio histórico de Chile, la Catedral anglicana de San Pablo (Valparaíso) construida en 1835, y la Catedral evangélica de Chile construida en entre los años 1967 y 1974, esta última es el edificio eclesiástico evangélico más grande de Chile.

## Bahaísmo

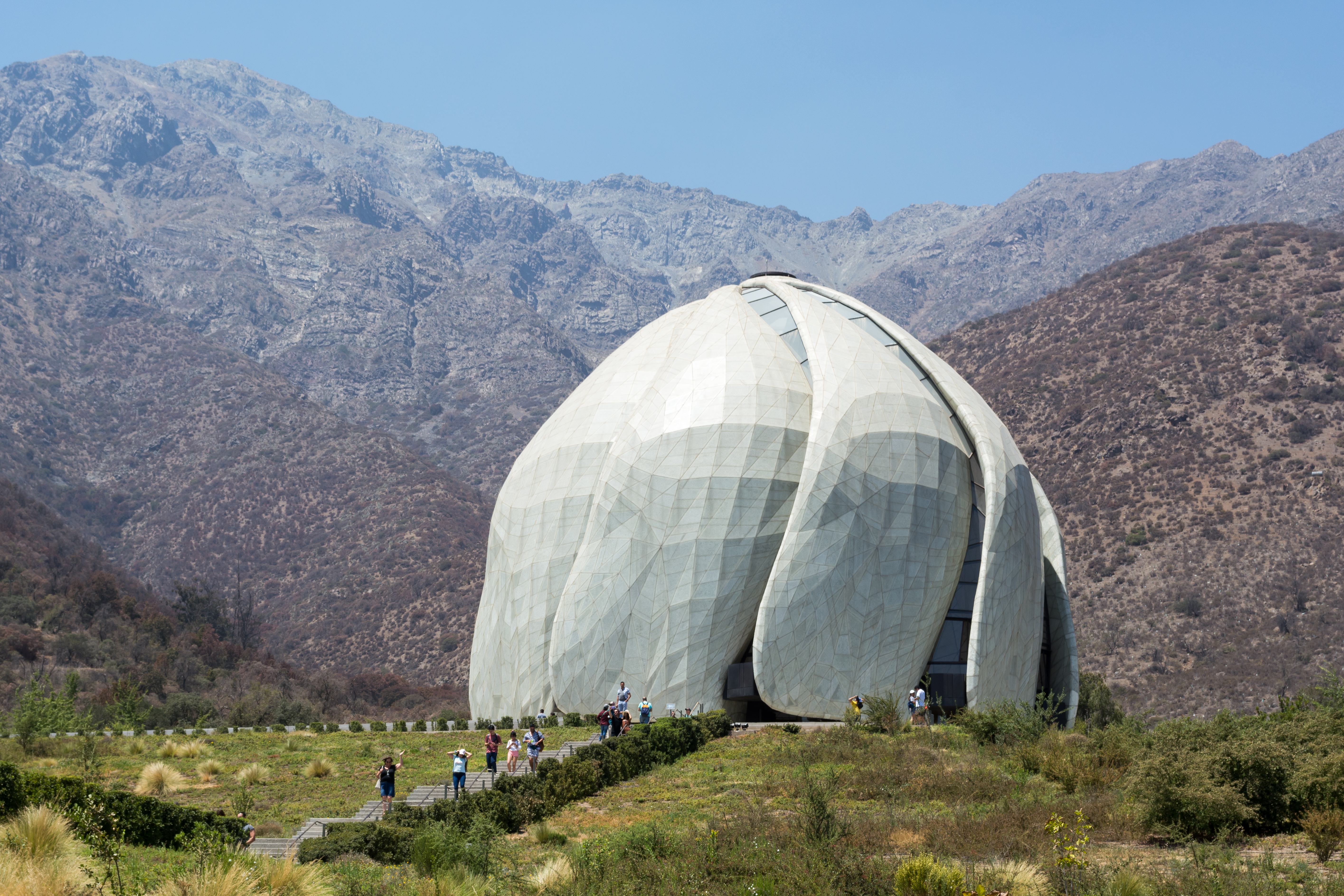
Imagen del Templo Bahaí de Chile, ubicado en Peñalolén, Santiago.

La Fe bahaí en Chile comienza con referencias a Chile en la literatura bahaí ya en 1916, y los primeros bahaís visitaron el país ya en 1919. No se fundó una comunidad funcional en Chile hasta 1940 con el comienzo de la llegada de bahaí coordinados. pioneros de los Estados Unidos encontraron conversos chilenos nacionales y lograron una comunidad nacional independiente en 1963. El gobierno de los Estados Unidos estimó que había 6.000 bahaís en Chile en 2007, aunque la Asociación de Archivos de Datos Religiosos estimó unos 26.400 bahaís en 2010. El censo de 2024 identificó una comunidad bahaí de 2010 personas en el país.
En 2002 esta comunidad fue elegida para el establecimiento del primer Templo Bahaí de Sudamérica. El Templo Bahá’í de Chile fue inaugurado en 2016 en Peñalolén, en las vertientes andinas sobre la ciudad. Tras su dedicación, el templo se ha convertido en un hito importante de la ciudad, recibiendo miles de visitantes cada mes.

## Irreligión
De toda la población chilena, la Encuesta Nacional Bicentenario mostró que en 2019 el 32 % no practica ninguna religión. Según el censo de 2024, 3 903 308 personas en Chile no tiene religión, representando al 25,7% de la población de Chile.

## Wicca
Según el programa Hola Chile del canal La Red TV existen al menos 130 wiccanos en la Región de Valparaíso.[cita requerida] También está la Escuela de Brujas en Independencia, Región Metropolitana de Santiago, que atiende las necesidades educativas de los wiccanos en la región del capitolio.[cita requerida]

## Judaísmo
El judaísmo en Chile ha estado presente desde tiempos coloniales.
De acuerdo con el censo de 2024, la comunidad judía practicante en Chile ronda las 30 000 personas, representando al 0,2% de la población. Según estimaciones, si se contabiliza también a judíos étnicos no religiosos, la población para el año 2010 sería aproximadamente de 150 000 personas.
La comunidad judía de Chile se encuentra entre las más grandes de América del Sur, detrás de las de Argentina y Brasil.

## Hinduismo
Unos cuantos indios habían ido a Chile en la década de 1920. Los demás emigraron allí hace unos 30 años, no sólo desde la India, sino también desde Trinidad y Tobago, Guyana, Surinam, Hong Kong, Indonesia, Nigeria, Panamá, Filipinas y Singapur. La Comunidad Hindú en Chile para el año 2024 estaba compuesta por 4530 miembros. De ellos, 2372 personas viven en Región Metropolitana. La mayoría de los hindúes en Chile son sindis. Hay un templo hindú en Punta Arenas que brinda servicios tanto en sindi como en español.

## Islam
Las estadísticas del Islam en Chile según el censo de 2024 identifican a una población musulmana total de 10 197, lo que representa el 0,07% de la población.
El Islam ha disfrutado de una larga historia en Chile. En las Crónicas de la Historia de Chile de Aurelio Díaz Meza, un hombre de la expedición del descubridor Diego de Almagro, un tal Pedro de Gasco, era un morisco (es decir, un morisco de al-Ándalus, España, que había sido obligado a convertirse del Islam a Catolicismo romano). La primera institución islámica en Chile, la Sociedad Unión Musulmana, fue fundada el 25 de septiembre de 1926 en Santiago. La Sociedad de Ayuda Mutua y Caridad Islámica se creó al año siguiente, el 16 de octubre de 1927. En Chile, el Islam es principalmente el resultado de las migraciones libanesas, sirias y palestinas del siglo XIX y principios del XX. Huyendo de las condiciones del Imperio Otomano, estos inmigrantes levantinos y sus descendientes se establecieron permanentemente en Chile y establecieron las primeras instituciones islámicas en la década de 1920.

## Budismo
El budismo inicialmente llegó a Chile por medio de residentes japoneses de Brasil que migraron al país. Aunque aún con un porcentaje pequeño de la población, ha crecido significativamente desde los años 1990 con quince diferentes centros a través del país, mayoritariamente pertenecientes a las escuelas zen y tibetana.
El censo de 2024 contabilizó a 18 221 budistas viviendo en Chile.

## Sijismo
En 2016, después de un proceso de cuatro años, la religión sij recibió estatus legal. La religión fue introducida en Chile por Yogi Bhajan a finales del siglo XX.